# Świadomość społeczna
Świadomość społeczna – w języku potocznym całokształt wierzeń, wyobrażeń, opinii itp. członków danego społeczeństwa. W socjologii termin ten występuje w 2 zasadniczych znaczeniach: w pierwszym świadomość społeczna jest przeciwieństwem świadomości indywidualnej (u Émile Durkheima „świadomość zbiorowa”); w drugim – jest jedną z głównych kategorii filozofii marksistowskiej.

## Émile Durkheim
W socjologii Émile Durkheima termin oznacza zbiór wyobrażeń, symboli, pojęć, opinii, poglądów i przesądów, wspólnych dla olbrzymiej większości danej społeczności. Świadomość społeczna w szerszym znaczeniu obejmuje całokształt charakterystycznych dla danego społeczeństwa treści i formy życia duchowego: wyobrażeń rzeczywistości przyrodniczej i społecznej, czyli całość poglądów naukowych, filozoficznych, ideologicznych, politycznych, prawnych, religijnych, etycznych, estetycznych, które składają się na sposób myślenia i kulturę umysłową danego społeczeństwa. W tym znaczeniu świadomość obejmuje opinie, poglądy i postawy ludzi, właściwości psychiczne klas i warstw społecznych, określonych grup etnicznych, środowisk zawodowych, oraz różne formy życia duchowego jednostek.

### Wstęp
Według Durkheima świadomość społeczna jest wyraźnie różna od świadomości indywidualnej każdego człowieka, i nie jest prostą sumą, czy też średnią świadomości indywidualnych członków społeczności, lecz funkcjonuje w pewnym stopniu jako niezależny fenomen.
W psychoanalizie, świadomość społeczna jest często nazywana superego i pozostaje w stałej, wzajemnej interakcji z ego i id każdego człowieka.
Świadomość społeczna jest też terminem stosowanym w materializmie dialektycznym. W systemie tym świadomość społeczna jest kategorią filozoficzną przeciwstawną do bytu społecznego i oznacza całokształt życia umysłowego wszystkich ludzi tworzących daną społeczność. Świadomość społeczna ma się w tym systemie tak do bytu społecznego, jak byt w sensie ogólnym do nadbudowy.

### Świadomość społeczna jako analogia do jaźni pojedynczego człowieka
Świadomość, zwłaszcza rozumiana jako samo-świadomość (self-awareness) jest fenomenem, który pojawia się jedynie na bazie złożonych układów nerwowych. Ów neurofizjologiczny proces wymaga istnienie złożonej struktury mózgu i specyficznych obwodów neuronalnych oraz funkcjonowania psychiki, której modele są opisywane w obrębie różnych teorii z zakresu kognitywistyki i psychologii. Koncept świadomości społecznej jest łatwiej przedstawić przez analogię do świadomości pojedynczego człowieka. W tym celu warto się zapoznać wpierw z uproszczonym, dydaktycznym schematem psychiki człowieka. Taki graficzny model przedstawia rys. 1.

### Uproszczony, dydaktyczny schemat psychiki człowieka

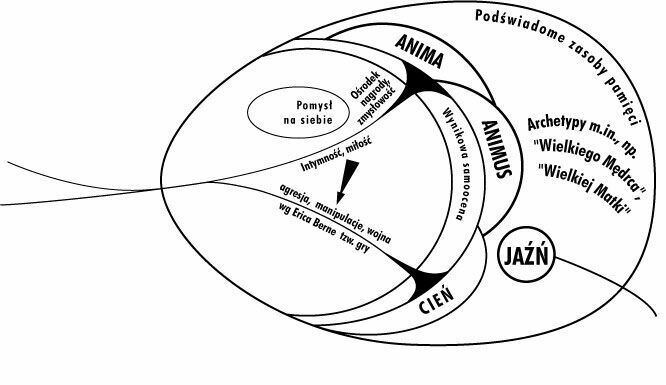
Schemat psychiki człowieka, autor rysunku Andrzej Brodziak

Rys. 1 Poglądowy schemat 'psychiki człowieka' wykorzystujący pojęcia trzech ważnych teorii, zaproponowanych przez Carl Gustav Junga, Carla Rogersa i Erica Berne. Schemat uwypukla najważniejsze elementy obszaru podświadomego i nieświadomego. Jeśli zdolność do intymności i zmysłowości jest upośledzona, zgodnie z teorią E. Berne, człowiek, jako istota społeczna, nawiązuje kontakt z innymi przez formy zastępcze jakimi są tzw. gry (manipulacje). Scenariusze gier są oparte na osobistych, podświadomych zasobach, tkwiących w obszarze Jungowskiego „cienia”. Wojna jest jedną z licznych, okrutnych gier III stopnia.

### Uproszczony dydaktyczny schemat struktur istotnych dla świadomości społecznej
Świadomość społeczna pojawia się na bazie istniejących w społeczeństwie struktur. Uwzględnienie tych struktur umożliwia zaproponowania, analogicznego schematu (patrz
poniższy rys. 2), wyjaśniającego niektóre aspekty i mechanizmy świadomości społecznej.

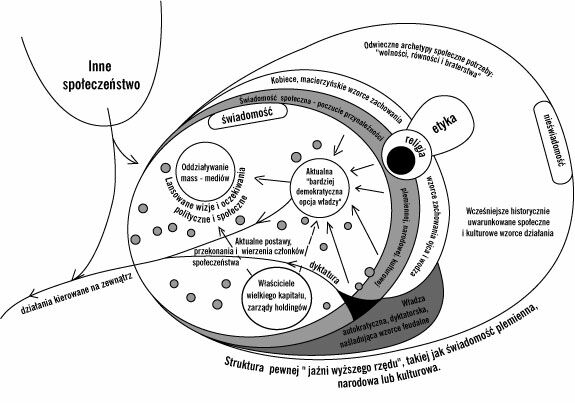
Schemat struktur społecznych istotnych dla jaźni grupowej, autor rysunku Andrzej Brodziak

Rys. 2 Schemat struktur społecznych istotnych dla jaźni grupowej, sformułowany na zasadzie analogii do przedstawionego wyżej „schematu psychiki człowieka”. Demokratyczny ośrodek władzy może się pojawić jedynie w specyficznych uwarunkowaniach kulturowych i historycznych, które umożliwiały uwzględnienie i zrównoważenia archetypów władzy wodza, wpływów kobiecych, społecznych archetypów wolności, równości i braterstwa i zasad etycznych lokalnej religii. Władza autorytarna, dyktatorska, naśladująca wzorce feudalne ma swoją analogię do osób, które manipulują, prowadzą gry, działają według tego co podpowiada im ich cień. Podobne, mimo iż lepiej uświadamiane są działania właścicieli wielkiego kapitału. Działające mass-media, lansując bardziej którąś z możliwych wizji porządku społecznego i politycznego są odpowiednikiem Rogeriańskiego self-concept (pomysłu na siebie).

### Świadomość społeczna, jako przyrodniczy fenomen wynikający ze zwiększania się złożoności
Społeczeństwo to nie zbiór oddzielnych osób. Ludzie tworzą pewne struktury. Struktury te są zapewne analogiczne do wyróżnionych części mózgu lub funkcji psychicznych.
Daje się spostrzec prawidłowość zwiększania się złożoności wszelakich procesów przyrodniczych. Drobiny chemiczne „ułożyły się” w cząsteczki DNA, powstały archebakterie, a potem na ich bazie rośliny i zwierzęta wyższe. Wszelakie układy podlegają dalszemu rozwojowi, komplikacji, z zachowaniem zasady „wykorzystania bytów zaistniałych wcześniej”. Należy przypuszczać, iż na bazie nas ludzi, zapewne powstają twory „wyższego rzędu”. Niestety niewielka część badań jest poświęcona koncepcji świadomości społecznej. Znacznie więcej badaczy zajmuje się pojęciem inteligencji zbiorowej. Można tu w szczególności wymienić pracę Ngoc Thanh Nguyena pt. Inconsistency of knowledge and collective intelligence (patrz link zewnętrzny).

## Marksizm
W materializmie historycznym świadomość społeczna to odbicie rzecziwistości przyrodniczej i socjalnej, wyrażone w stworzonych przez społeczeństwo języku naturalnym i sztucznym, tworach duchowej kultury, społecznych normach i poglądach klas, grup społecznych, całej ludzkości. Podobne jak społeczeństwo nie jest prostą sumą składających się na nie ludzi, tak i świadomość społeczna nie stanowi sumy „świadomości” poszczególnych jednostek. Świadomość społeczna stanowi część duchowej kultury społeczeństwa.